# Championnat d'Islande de football de deuxième division 1993
Navigation
Saison précédente Saison suivante
La saison 1993 de 2. Deild était la 39e édition de la deuxième division islandaise. Les 10 clubs jouent les uns contre les autres lors de rencontres disputées en matchs aller et retour.
Les 2 premiers du classement en fin de saison sont promus en 1. Deild, tandis que les 2 derniers sont relégués en 3. Deild.
Le Breiðablik Kopavogur retrouve l'élite dès sa première saison en 2. Deild, il est accompagné par Stjarnan Gardabaer qui n'aura passé que 2 ans en 2e division. 
En bas de classement, Bolungarvík est rétrogradé en 3e division, tout comme le Tindastóll Sauðárkrókur.

## Compétition

### Classement
Le barème de points servant à établir le classement se décompose ainsi :
- Victoire : 3 points
- Match nul : 1 point
- Défaite : 0 point

| Rang | Équipe                    | Pts | J  | G  | N | P  | Bp | Bc | Diff |
| ---- | ------------------------- | --- | -- | -- | - | -- | -- | -- | ---- |
| 1    | Breiðablik Kopavogur R    | 38  | 18 | 12 | 2 | 4  | 36 | 14 | +22  |
| 2    | Stjarnan Gardabaer        | 37  | 18 | 11 | 4 | 3  | 39 | 19 | +20  |
| 3    | Leiftur Ólafsfjörður      | 36  | 18 | 11 | 3 | 4  | 33 | 25 | +8   |
| 4    | KA Akureyri R             | 29  | 18 | 9  | 2 | 7  | 31 | 22 | +9   |
| 5    | UMF Grindavík             | 27  | 18 | 7  | 6 | 5  | 29 | 21 | +8   |
| 6    | þrottur Reykjavik         | 27  | 18 | 8  | 3 | 7  | 31 | 26 | +5   |
| 7    | þrottur Norðfjörður P     | 17  | 18 | 5  | 2 | 11 | 24 | 45 | -21  |
| 8    | IR Reykjavik              | 16  | 18 | 4  | 4 | 10 | 20 | 34 | -14  |
| 9    | Bolungarvík               | 15  | 18 | 4  | 3 | 11 | 20 | 37 | -17  |
| 10   | Tindastóll Sauðárkrókur P | 12  | 18 | 3  | 3 | 12 | 20 | 40 | -20  |

|  | Promu en 1. Deild      |
|  | Relégation en 3. Deild |

## Bilan de la saison
| Promotion et relégation |                                         |
| Relégué en 3. Deild     | Bolungarvík Tindastóll Sauðárkrókur     |
| Promu en 1. Deild       | Breiðablik Kopavogur Stjarnan Gardabaer |

## Meilleurs buteurs
| # | Buteurs                  | Clubs                | Nb de Buts |
| - | ------------------------ | -------------------- | ---------- |
| 1 | Ingvar Olason            | þrottur Reykjavik    | 10         |
| 1 | Petur Björn Jonsson      | Leiftur Ólafsfjörður | 10         |
| 1 | Leifur Geir Hafsteinsson | Stjarnan Gardabaer   | 10         |
| 4 | þorarinn Olafsson        | UMF Grindavík        | 9          |
| 4 | Gunnar Mar Masson        | Leiftur Ólafsfjörður | 9          |
| 4 | Willum þor þorsson       | Breiðablik Kopavogur | 9          |